# Dzsehuti (főpap)

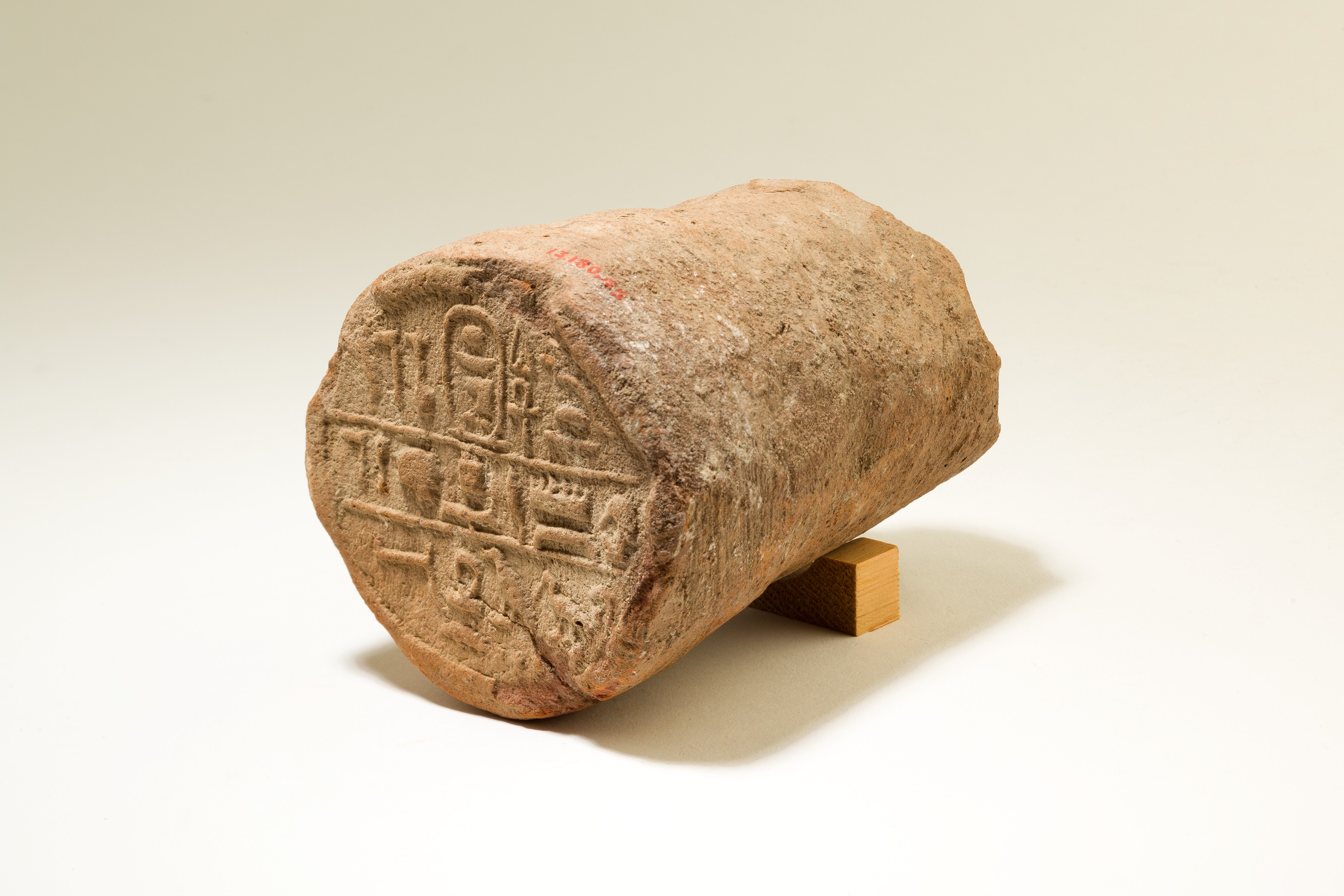
Dzsehuti egyik sírkúpja

Dzsehuti vagy Thuti ókori egyiptomi pap volt, Ámon főpapja Thébában, a XVIII. dinasztia elején, I. Jahmesz uralkodása alatt. Mindeddig ő ennek a címnek a legkorábbi ismert viselője.
Pár sírkúpról ismert, melyeket ma a Metropolitan Művészeti Múzeum őriz. Ezeken címe „Ámon első prófétája, a pecsétőrök elöljárója, Dzsehuti”. Az egyik kúp szövege megemlíti „a jó isten, Nebpehtiré” nevét, ez I. Jahmesz uralkodói neve. Más kúpokon a Hekataui uralkodói név szerepel.

## Fordítás
- Ez a szócikk részben vagy egészben  a   Thuty (High Priest of Amun) című angol Wikipédia-szócikk ezen változatának fordításán alapul.  Az eredeti cikk szerkesztőit annak laptörténete sorolja fel. Ez a jelzés csupán a megfogalmazás eredetét és a szerzői jogokat jelzi, nem szolgál a cikkben szereplő információk forrásmegjelöléseként.
- Ez a szócikk részben vagy egészben  a   Djehuti (Hohepriester) című német Wikipédia-szócikk ezen változatának fordításán alapul.  Az eredeti cikk szerkesztőit annak laptörténete sorolja fel. Ez a jelzés csupán a megfogalmazás eredetét és a szerzői jogokat jelzi, nem szolgál a cikkben szereplő információk forrásmegjelöléseként.